# Julius Peters
Julius Peters (* 22. Juli 1900 in Hadersleben; † 6. Oktober 1970) war ein deutscher nationalsozialistischer Kommunalpolitiker.

## Leben
Nach dem Studium der Rechtswissenschaft war Peters von 1930 bis 1938 Rechtsanwalt in Hamburg-Wandsbek. Bereits zum 1. Februar 1932 war er der NSDAP beigetreten (Mitgliedsnummer 960.799). Vom 14. März 1939 bis zum 8. Mai 1945 war er, als Nachfolger von Wilhelm Hamkens, Landrat des Kreises Rendsburg. Vom September 1939 bis zum Februar 1945 nahm er zudem kommissarisch die Geschäfte des Kreisleiters der NSDAP wahr.
1951 trat Peters als Gesellschafter in den Kieler Zeitungsverlag ein, der die Kieler Nachrichten herausgab. 1954 trat Peters zudem als persönlich haftender Gesellschafter in die Fa. Stieber Rolkupplung KG in Heidelberg ein und verblieb dort bis mindestens 1964.